# 失控的校園
《失控的校園》是愛沙尼亞導演伊馬瑞格所執導的校園暴力類型電影，於2007年3月16日首映。此外也另有共7集單集片長60分鐘接續電影的劇情發展，劇集名為《校園失控後》（After Life）。
此電影在2007年獲得卡羅維瓦利影展及華沙國際電影節的獎項，也代表愛沙尼亞角逐第80屆奧斯卡金像獎的最佳國際影片獎。

## 外部鏈接
- The Class
- 互联网电影数据库（IMDb）上《The Class》的资料（英文）